# Liuks!
2TV – litewski kanał telewizyjny, nadawany od 19 listopada 2007. Program składa się z rozrywki, projektów i koncertów muzycznych. Jest nadawany 24 godziny na dobę.